# Hans Bouwmeester
Hans Bouwmeester (Haarlem, Països Baixos, 16 de setembre de 1929), és un jugador d'escacs neerlandès que té els títols de Mestre Internacional des de 1954, i de Gran Mestre d'escacs per correspondència des de 1981. És també escriptor d'escacs.

## Resultats destacats en competició
Els anys 1950s i 1960s Hans Bouwmeester fou un dels millor jugadors dels Països Baixos. Va participar diversos cops a les fases finals del Campionat d'escacs dels Països Baixos, en el qual el 1967 va empatar al primer lloc amb Hans Ree tot i que va perdre el matx additional. El 1954 Bouwmeester va jugar el Torneig Zonal de la FIDE a Múnic on hi acabà 15è.
Hans Bouwmeester va aconseguir diversos èxits en tornejos internacionals d'escacs, el més gran dels quals va compartir el primer lloc (juntament amb Vasja Pirc) en el tradicional Torneig Hoogovens a Beverwijk el 1954. El 1951, va compartir el 1r lloc a Detmold, mentre que en els tornejos jugats a Beverwijk Hans Bouwmeester va compartir el 2n (el 1955, juntament amb Jan Hein Donner darrere de Borislav Milić) i 3r lloc (el 1958, juntament amb Aleksandar Matanović i Gideon Ståhlberg darrere de Max Euwe i Jan Hein Donner). Des de 1980, va participar molt rarament en tornejos d'escacs de la FIDE. L'any 1996 va participar al Campionat del món sènior d'escacs (jugadors de més de 60 anys) i es va classificar en el lloc 25è.
Bouwmeester ha estat assidu participant dels tornejos d'escacs per correspondència. El 1981, se li va concedir el títol de Gran Mestre Internacional d'escacs per correspondència de la Federació Internacional d'Escacs per Correspondència (ICCF).

### Participació en competicions per equips
Hans Bouwmeester va jugar representant els Països Baixos en diverses Olimpíades d'escacs:
- El 1956, al tercer tauler a la 12a Olimpíada d'escacs a Moscou (+5, =12, -0),
- El 1960, al tercer tauler a la 14a Olimpíada d'escacs a Leipzig (+3, =6, -2),
- El 1962, al tercer tauler a la 15a Olimpíada d'escacs a Varna (+4, =8, -3),
- El 1964, al segon tauler a la 16a Olimpíada d'escacs a Tel-Aviv (+3, =6, -4),
- El 1966, al primer tauler a la 17a Olimpíada d'escacs a L'Havana (+7, =10, -0),
- El 1968, al quart tauler a la 18a Olimpíada d'escacs a Lugano (+6, =8, -0),
- El 1970, al tauler reserva a la 19a Olimpíada d'escacs a Siegen (+5, =2, -0).

També Hans Bouwmeester va jugar dotze vegades amb els Països Baixos a la Copa Clare Benedict (1955, 1957-1959, 1961-1964, 1968-1970, 1973) i en competició per equips hi va guanyar dos ors (1955 i 1969) i 4 medalles de plata (1957, 1963, 1964, 1968), i en competició individual va guanyar-hi 3 medalles d'or (1955, 1957, 1973).

### Obres
Bouwmeester ha publicat diversos llibres d'escacs en neerlandès:
- Het eindspel (1975),
- Opgaven voor middenspel en eindspel (1976),
- Schaken als vak: brug naar het professionele schaak (1976),
- De opening (1977),
- De schaakstukken nader bezien (1981),
- Grote schaakmeesters (1981).